# نيوهام

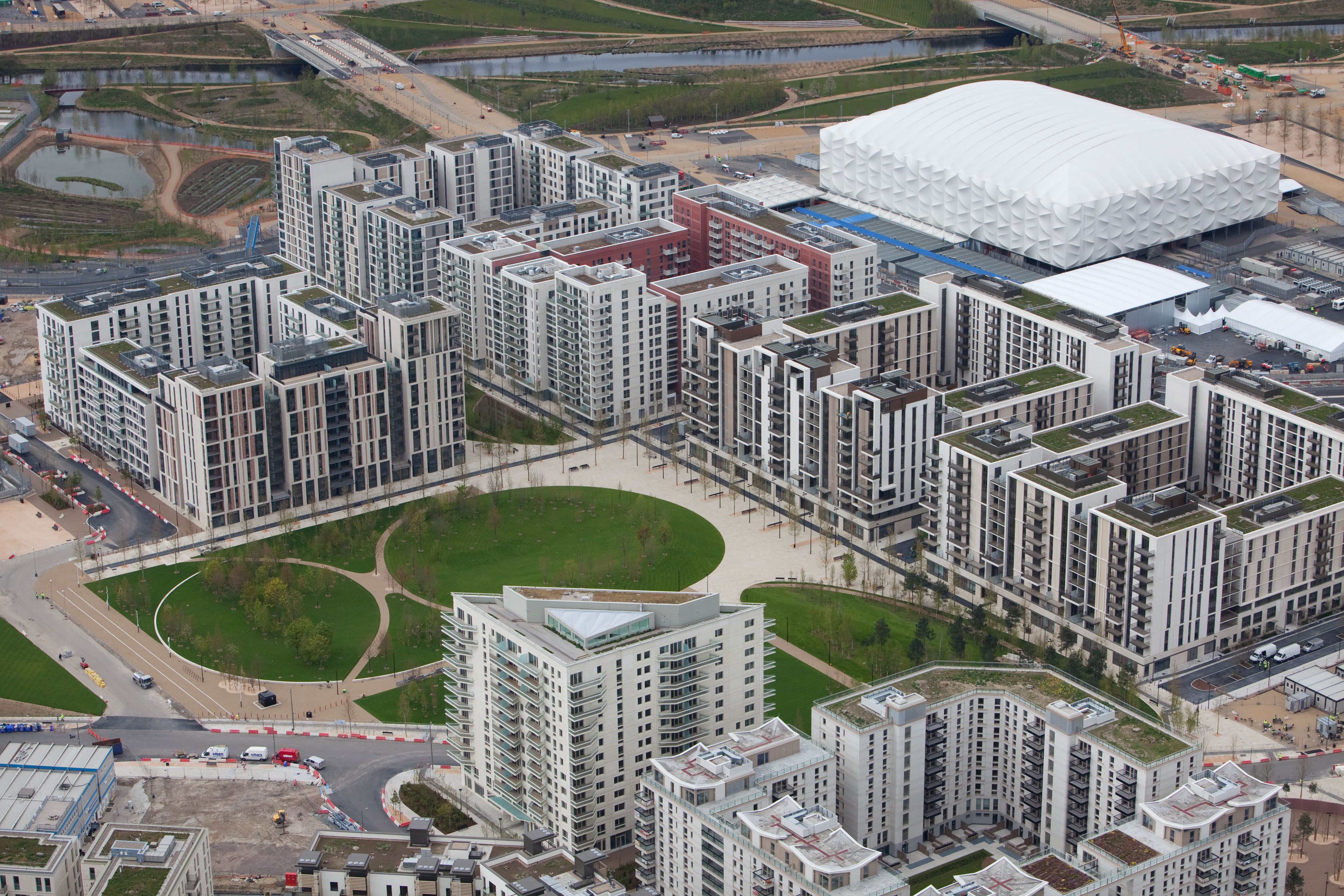
جانب من القرية الأولمبية التي يقع أغلبها في منطقة نيوهام

نيوهام Newham أحد الأحياء الكبري في العاصمة البريطانية لندن، عدد سكانه 249,600 نسمة. ويشمل أحياء إيستهام ووستهام القديمة والقسم الغربي من حي باركنج والجزء الواقع شمال نهر التمز من حي وولويش. ويضم الحي جزءًا من ميناء لندن.

## توأمة
لنيوهام اتفاقيات توأمة مع:
- كايسرسلاوترن (1974 - )

## أعلام
- لينوكس لويس
- ريس بورك
- ميلس أديسون
- ستانلي برنس
- كوبا أكبوم
- كلايف بور
- كريستيان ديغبي

## وصلات خارجية
- نيوهام.. «جمهورية إسلامية» في شرق لندن!، إسلام أون لاين، 15 أبريل 2006م